# دوري الجزر العذراء البريطانية لكرة القدم
دوري الجزر العذراء البريطانية لكرة القدم هو الدوري الوطني لكرة القدم في الجزر العذراء البريطانية، .البطل الحالي هو نادي إسلنديرز.